# Digital Picture Exchange
Digital Picture Exchange, abbreviato con DPX, è un formato digitale comunemente impiegato nel campo degli effetti visivi. 
Il formato DPX deriva dal precedente formato aperto Kodak Cineon(.cin), utilizzato per le immagini digitali generate da scansione.
Esso è uno standard ANSI/SMPTE(268M-2003. Il formato è comunemente usato per riprodurre la densità di ogni canale di colore nel passaggio da scansione di filmato su pellicola a immagini logaritmiche non compresse. 
Grazie al DPX il gamma della camera viene mantenuto e catturato attraverso la scansione della pellicola. Per questo motivo DPX è il formato più utilizzato al mondo per l'archiviazione di fotogrammi. 
Il DPX permette inoltre una grande flessibilità nell'archiviazione di informazioni colore, spazio colore e modelli colore e perciò questo formato è molto utilizzato nello scambio tra società diverse. 
Infine il DPX permette di memorizzare una moltitudine di metadati.